# Typhon et autres récits
Typhon et autres récits (titre original : Typhoon an Other Stories) est un recueil de nouvelles de Joseph Conrad édité en 1903.

## Historique
Typhon et autres récits, paru pour la première fois en 1903, comprend des textes publiés précédemment par l'auteur dans des magazines. Typhon, le plus célèbre et le plus long d'entre eux, donne son nom à cette compilation et ouvre l'ouvrage. Il est suivi par des nouvelles plus courtes et de moindre portée littéraire : Falk : un souvenir, Amy Foster et Pour demain.

## Nouvelles
Le recueil est composé des quatre nouvelles suivantes :
- Typhon
- Falk : un souvenir
- Amy Foster
- Pour demain

## Éditions en anglais
- Joseph Conrad, Typhoon an Other Stories, Londres : Heinemann

## Traduction en français
- Typhon (trad. André Gide ), dans Conrad (dir. Sylvère Monod), Œuvres  – II, Gallimard, Bibliothèque de la Pléiade (1985)
- Falk (trad. G. Jean-Aubry révisée par Philippe Jaudel), dans Conrad (dir. Sylvère Monod), Œuvres  – II, Gallimard, Bibliothèque de la Pléiade (1985)
- Amy Foster (trad. G. Jean-Aubry révisée par Philippe Jaudel), dans Conrad (dir. Sylvère Monod), Œuvres  – II, Gallimard, Bibliothèque de la Pléiade (1985)
- Pour demain (trad. G. Jean-Aubry révisée par Philippe Jaudel), dans Conrad (dir. Sylvère Monod), Œuvres  – II, Gallimard, Bibliothèque de la Pléiade (1985)